# Fòrum Cívic
Fòrum Cívic (txec: Občanské fórum - OF) fou un moviment polític txec impulsor de la Revolució de Vellut de 1989, i equivalent a l'eslovac Públic Contra la Violència (Verejnosť proti násiliu - VPN).
Fou fundat el 29 de novembre de 1989 per Václav Havel, Jan Urban, Václav Klaus, Jiři Dienstbier i altres membres de Carta 77, que pretén ser una plataforma unitària de l'oposició al règim comunista que provoca manifestacions diàries contra el règim a la plaça de Sant Venceslau de Praga, en favor de les llibertats i en record a les víctimes de la repressió de la Primavera de Praga de 1968 com Jan Pallach. Prèviament, el 17 de novembre de 1989 (una setmana després de la caiguda del mur de Berlín) una manifestació d'estudiants a Praga havia estat reprimida amb una brutalitat innecessària i havia provocat la mort de l'estudiant Martin Šmid, i s'havien convocat manifestacions i vagues arreu del país.
El 9 de novembre del 1989 dimitiren Gustav Húsak i Ladislav Adamec; Václav Havel fou reconegut president provisional txec, mentre Alexander Dubček és proclamat cap de l'Assemblea i el comunista renovador Marian Calfa, primer ministre. Es forma un nou govern de 24 ministres, d'ells 16 del Fòrum Cívic i dos comunistes. També es presentà a les eleccions legislatives txeques de 1990 i fou la força més votada.
El 19 de gener del 1991 se celebra el Congrés del Fòrum Cívic en el qual s'imposaren les tesis del ministre d'economia, Vaclav Klaus, cap del sector més dretà del moviment. Aleshores el Fòrum Cívic com a tal desaparegué i en sorgeixen tres nous partits: el Partit Democràtic Cívic (Občanske Demokraticke Strana, ODS), dirigit per Václav Klaus, l'Aliança Cívica Democràtica (Občanske Demokraticke Aliance, ODA), dirigit per Vladislav Dlovhy, i el Moviment Cívic (Občanske Hnutie, OH) del periodista Jiři Dientsbier.

## Resultats electorals

### Assemblea Federal

#### Cambra del poble
| Any  | Vots      | %     | Pos. | Escons   | +/- | Govern |
| ---- | --------- | ----- | ---- | -------- | --- | ------ |
| 1990 | 3.851.172 | 36,2% | 1er  | 68 / 150 | style="background:#bfd; color:black; vertical-align:middle; text-align:center; " class="table-yes2" \|Majoria |        |

#### Cambra de les nacions
| Any  | Vots      | %     | Pos. | Escons   | +/- | Govern |
| ---- | --------- | ----- | ---- | -------- | --- | ------ |
| 1990 | 3.613.513 | 34,0% | 1er  | 50 / 150 | style="background:#bfd; color:black; vertical-align:middle; text-align:center; " class="table-yes2" \|Majoria |        |

### Cambra de diputats
| Any  | Líder        | Vots      | %      | Pos. | Escons    | +/- | Govern |
| ---- | ------------ | --------- | ------ | ---- | --------- | --- | ------ |
| 1990 | Petr Pithart | 3.569.201 | 49,50% | 1er  | 124 / 200 | style="background:#bfd; color:black; vertical-align:middle; text-align:center; " class="table-yes2" \|Majoria |        |